# Tumorantigen
Tumorantigene sind Antigene (engl. antibody generating), die von Krebszellen produziert werden und in der Lage sind, im betroffenen Organismus eine Immunantwort auszulösen. Diese Eigenschaft macht die Tumorantigene zu wichtigen Zielstrukturen in der Krebsimmuntherapie und als Tumormarker in der Diagnostik.

## Entstehung und Vorkommen
Die Tumorantigene entstehen als Folge des in Krebszellen veränderten Genoms, beziehungsweise durch eine veränderte Genexpression („An- und Ausschalten“ von Genen). Durch diese Veränderungen können neue körperfremde Genprodukte entstehen oder aber Proteine, die beispielsweise normalerweise nur in der embryonalen Entwicklungsphase vorhanden sind. Häufig werden bestimmte – zum Zeitpunkt der Erkrankung auch in gesunden Zellen des Körpers vorhandene – Proteine in großen Mengen produziert (überexprimiert).
All diese Eigenschaften und Mechanismen führen zu Unterschieden zwischen normalen Zellen und Krebszellen, die allerdings in den beiden letzten Beispielen nicht oft zu einer Immunantwort führen, da es sich nicht um körperfremde Genprodukte handelt.
Die Tumorantigene können sich im Zellplasma oder auf der Zellmembran oder durch erfolgtes Antigen-Shedding frei im extrazellulären Raum befinden. Sie werden in zwei Gruppen eingeteilt: In die tumorspezifischen Antigene (TSA), auch Neoantigene (neo = „neu“) genannt und die tumorassoziierten Antigene (TAA). Diese Einteilung ist etwas idealisiert, da einige „tumorspezifische“ Antigene später auch in bestimmten normalen Zellen gefunden wurden.
Fast alle bisher bekannten Tumorantigene werden über den MHC-I-Komplex auf der Zellmembran präsentiert.
Freie Tumorantigene, die durch Antigen-Shedding in den extrazellulären Raum abgegeben werden und dann beispielsweise im Blut zirkulieren, dienen in der Diagnostik häufig als Tumormarker.

## Tumorspezifische Antigene (TSA)
Mutationen in den Chromosomen der Krebszellen können dazu führen, dass von der Krebszelle neuartige, dem Körper unbekannte Genprodukte erzeugt werden. Diese Antigene werden als tumorspezifisch bezeichnet, da sie nur von Tumoren produziert werden und von sonst keiner anderen gesunden Körperzelle. Werden diese Genprodukte (Proteine) auf der Zellmembran über den Haupthistokompatibilitätskomplex der Außenwelt der Zelle präsentiert, so kann die entsprechende Krebszelle vom Immunsystem als „fremd“ erkannt und vernichtet werden. Die Ursache der Mutationen können beispielsweise Spleißvarianten, Punktmutationen, Chromosomenumlagerungen oder durch Viren eingeschleuste Onkogene sein.
Da tumorspezifische Antigene im normalen Gewebe nicht vorhanden sind, werden TSA-spezifische T-Lymphozyten im Thymus nicht negativ ausselektiert. Die tumorspezifischen Antigene werden allerdings häufig nur in geringer Zahl von Tumorzellen exprimiert und in Konkurrenz zu normalen Membranproteinen dann auch nicht ausreichend präsentiert.
Beispiele
Bei fast allen Patienten, die an einer chronisch myeloischen Leukämie leiden, ist es in den Krebszellen zu einer reziproken Translokation der Chromosomen 9 und 22 im Bereich der Gene ABL (Chromosom 9 Genlocus q34) und BCR (Chromosom 22 Genlocus q11) gekommen. Durch die Translokation kommt es zur Bildung von zwei Fusionsgenen BCR-ABL (auf Chromosom 22) und ABL-BCR (auf Chromosom 9). Die entsprechenden Genprodukte sind nur auf den Krebszellen exprimiert und können vom Immunsystem als „fremd“ erkannt werden.
Das für p53 codierende TP53-Gen ist in vielen Tumoren mutiert. Entsprechend weist p53 dann modifizierte Proteinsequenzen – das heißt tumorspezifische Antigene – auf, die nicht in normalen Zellen zu finden sind.

## Tumorassoziierte Antigene (TAA)
Während die tumorspezifischen Antigene neue fremdartige Proteine darstellen, die nur von Krebszellen produziert werden, handelt es sich bei den tumorassoziierten Antigenen um Genprodukte, die auch von gesunden Zellen exprimiert werden. Im Unterschied zu den gesunden Zellen werden die tumorassoziierten Antigene in Krebszellen überexprimiert und entsprechend häufig über den Haupthistokompatibilitätskomplex auf der Zellmembran präsentiert.
Da es sich um normale, überall vorkommende Proteine handelt, bleibt eine Immunantwort häufig aus. Wenn die Antigendichte auf der Zellmembran hoch genug ist, können die Krebszellen jedoch durch spezifische T-Zellen erkannt und vernichtet werden.
Beispiele
Tyrosinase ist ein Enzym, das von normalen Melanozyten exprimiert wird. In malignen Melanozyten wird es stark überexprimiert. Dadurch ist es möglich, dass Patienten mit einem malignen Melanom T-Zellen bilden können, die spezifisch für Tyrosinase sind. Bei Patienten mit Brustkrebs oder Pankreastumor konnten im Tumorgewebe autologe Lymphozyten nachgewiesen werden, die spezifisch gegen das von diesen Tumoren überexprimierte Mucin-1  reagierten.

## Typen von Tumorantigen
Unabhängig von der idealisierten Einteilung in tumorspezifisch und tumorassoziiert werden die Tumorantigene abhängig von ihrem Expressionsmuster in verschiedene Gruppen eingeteilt:

### Differenzierungsantigene
Differenzierungsantigene sind spezifisch für das Gewebe, aus dem die Tumoren entstehen. Sie werden beispielsweise in malignen Melanomen von normalen Melanozyten exprimiert. Beispiele für Differenzierungsantigene sind Tyrosinasen und Glykoprotein 100 (GP100).

### Überexprimierte Antigene
Durch eine erhöhte Genexpression können Tumorzellen Proteine – die auch von normalen Zellen produziert werden – verstärkt produzieren (überexprimieren). Auch posttranslationale Modifikationen können dabei eine Rolle spielen. Beispiele für überexprimierte Tumorantigene sind hTERT (eine Untereinheit des Enzyms Telomerase) und Mucin-1.

### Cancer/Testis-Antigene
Die sogenannten Cancer/Testis Antigens finden sich nur auf Krebszellen und bei gesundem Gewebe nur in den männlichen Keimzellen und in einigen Fällen in den Ovarien und in Trophoblasten.
Diese Tumorantigene entstehen durch die Reaktivierung stiller Gene, die unter normalen Umständen nicht mehr transkribiert werden. Die Ursache für die Reaktivierung kann beispielsweise eine reziproke Translokation sein, bei der das Gen in die Nähe eines aktiven Promotors kommt.
Da im Hodengewebe weder MHC-I noch MHC-II exprimiert wird, sind diese Zellen immunprivilegiert und werden bei einer auf diese Antigene ausgerichteten Therapie nicht mit angegriffen. Alle Gene, die für diese Gruppe von Antigenen codieren, befinden sich beim Menschen auf dem X-Chromosom.
Ein Beispiel für ein Tumor-Hoden-Antigen ist NY-ESO-1, das von vielen Mamma-, Prostata- und Ovarialkarzinomen exprimiert wird. Die Tumor-Hoden-Antigene werden von einigen Autoren zu den tumorspezifischen Antigenen gerechnet.

### Mutationsantigene
Mutationsantigene, auch als strukturalterierte Antigene bezeichnet, finden sich nur im Tumorgewebe. Es sind folglich tumorspezifische Antigene. Sie bilden sich in den meisten Fällen durch Punktmutationen in den entsprechenden Genen. Sehr häufig finden sich Mutationsantigene nur in dem Tumor eines Patienten, da die Mutation sehr individuell ausfallen kann. Man spricht in diesen Fällen deshalb auch von individualspezifischen Antigenen. Eine Ausnahme davon sind Antigene, bei denen die Mutation der auslösende Faktor zur Krebsbildung ist. Ein Beispiel hierfür ist das Proto-Onkogen Ras.

### Onkovirale Proteine
Eine eigenständige Gruppe von Tumorantigenen bilden die onkoviralen Proteine. Beispiele sind die Onkoproteine Großes T-Antigen von Simian-Virus 40 und E7 des Humanen Papillomvirus 16.

## Identifizierung von Tumorantigenen
Die Identifizierung von Tumorantigenen mit hoher Immunogenität ist eine der größten Herausforderungen für die Tumorimmunologie und der Schlüssel für erfolgreiche spezifische Immunisierungen. Ein Grundgedanke bei der Identifizierung von Tumorantigenen ist, dass ihre Wahrnehmung durch das Immunsystem ein Indikator für ihre Relevanz in einer Anti-Tumor-Antwort ist. So wurden früher Tumorantigene vor allem durch die Analyse der Anti-Tumor-Antwort in Patienten identifiziert. Dazu wurden entweder die peripheren oder die tumorinflitrierenden Lymphozyten (TIL) untersucht oder die Humorale Immunantwort analysiert.
Mittlerweile konnten sich Verfahren etablieren, die weitgehend automatisierbar sind. Die beiden wichtigsten Verfahren sind SEREX (serologische Identifikation von Antigenen durch rekombinantes Expressionsklonieren) und die Reverse Immunologie. Durch die im Rahmen des Humangenomprojektes gewonnenen Erkenntnisse und mit Hilfe verbesserter analytischer Verfahren hat sich seit einigen Jahren speziell die Reverse Immunologie als leistungsfähiges Hochdurchsatz-Verfahren zur Identifizierung von Tumorantigenen etabliert.

## Wichtige Tumorantigene
Bisher wurden über 2000 verschiedene Tumorantigene identifiziert. Das ideale Tumorantigen wäre eine Struktur, die nur auf Krebszellen und dort in möglichst hoher Anzahl exprimiert wird. Ein solches Antigen gibt es nicht. So wie verschiedene Krebserkrankungen eigenständige Krankheitsbilder darstellen, werden die Antigene je nach Art und Typ der Krebserkrankung exprimiert. Dabei kann sich die Antigenexpression im Lauf der Erkrankung durch Mutation und Selektion (durch therapeutische Eingriffe und das Immunsystem selbst) der Krebszellen auch bei einer Tumorart in einem Patienten erheblich verändern.
Für eine Reihe von Tumorantigen wurden therapeutische monoklonale Antikörper entwickelt, beziehungsweise befinden sich noch in der klinischen Erprobung.
Tumorantigene
- MAGE-A1
- MAGE-A3
- NY-ESO-1
- Mesothelin bei Mesotheliomen

Tumor-assoziierte Antigene
- HER2/neu – wird bei etwa 20 % aller Mammakarzinome exprimiert, Antikörper: Trastuzumab
- EGFR – bei 80 % der Kolonkarzinome exprimiert, Antikörper: Cetuximab
- VEGF, metastasierte kolorektale Karzinome, Antikörper: Bevacizumab
- CAMPATH 1-Antigen – chronische lymphatische Leukämie, Antikörper: Alemtuzumab
- CD22 – Antikörper: Epratuzumab
- CA-125, Ovarialkarzinom, Antikörper: Oregovomab
- HLA-DR, akute lymphatische Leukämie, chronische lymphatische Leukämie, Non-Hodgkin-Lymphome,  Antikörper: Apolizumab
- Mucin-1, Darmkrebs, Bronchialkarzinom, Brustkrebs Antikörper: Cantuzumab
- Carcinoembryonales Antigen, Darmkrebs, Pankreaskarzinom, Mammakarzinom, Antikörper (nur diagnostisch): Arcitumomab
- Survivin – wird von vielen soliden Tumoren exprimiert
- Alpha-1-Fetoprotein, Keimzelltumoren
- Tyrosinase – malignes Melanom
- PSMA – wichtiges Zielantigen für eine Vielzahl diagnostischer und therapeutischer Anwendungen
- PSA – Prostata-spezifisches Antigen
- PSCA – Abkürzung für (englisch) Prostate stem cell antigen

Auch wenn die meisten Antigene Proteine sind, zeigen Krebszellen auch bei Glykolipiden und Glykoproteinen Veränderungen gegenüber normalen Zellen, die prinzipiell Zielstrukturen für das Immunsystem, beziehungsweise Therapeutika, darstellen.

## Geschichte
Mit MAGEA1 (melanoma antigen family A, 1) wurde 1991 das erste Tumorantigen von Pierre van der Bruggen und Kollegen am Ludwig Institute for Cancer Research in Brüssel entdeckt.